# Municipio de Whiteville (condado de Cleveland)
El municipio de Whiteville (en inglés: Whiteville Township) es un municipio ubicado en el condado de Cleveland en el estado estadounidense de Arkansas. En el año 2010 tenía una población de 957 habitantes y una densidad poblacional de 17,15 personas por km².

## Geografía
El municipio de Whiteville se encuentra ubicado en las coordenadas 33°59′29″N 92°3′18″O / 33.99139, -92.05500. Según la Oficina del Censo de los Estados Unidos, el municipio tiene una superficie total de 55.8 km², de la cual 55,72 km² corresponden a tierra firme y (0,15 %) 0,09 km² es agua.

## Demografía
Según el censo de 2010, había 957 personas residiendo en el municipio de Whiteville. La densidad de población era de 17,15 hab./km². De los 957 habitantes, el municipio de Whiteville estaba compuesto por el 96,76 % blancos, el 2,4 % eran afroamericanos y el 0,84 % eran de una mezcla de razas. Del total de la población el 1,46 % eran hispanos o latinos de cualquier raza.